# Wherever I Lay My Hat (That's My Home)
"Wherever I Lay My Hat (That's My Home)" é uma canção composta por Marvin Gaye, Barrett Strong e Norman Whitfield, gravada inicialmente por Gaye em 1962. Era o lado B do single "Too Busy Thinking 'Bout My Baby", de 1969. Quase duas décadas depois, Paul Young regrava a canção e se torna número um nas paradas de singles britânicas, permanecendo durante todo o mês de junho de 1983.